# Ga Thượng Hải Tùng Giang
Ga Thượng Hải Tùng Giang (tiếng Trung: 上海松江站; bính âm: Shànghǎi Sōngjiāngzhàn) là một ga tàu điện ngầm trên Tuyến số 9 thuộc Tàu điện ngầm Thượng Hải, nó là ga cuối phía Nam của tuyến. Nó hoạt động từ ngày 30 tháng 12 năm 2012. Nó giao với Nhà ga Thượng Hải Tùng Giang. Trước đây nó là Ga Tùng Giang Nam (tiếng Trung: 松江南站; bính âm: Sōngjiāng Nánzhàn), nó được đổi tên hiện tại từ tháng 9 năm 2024.

## Bố trí ga

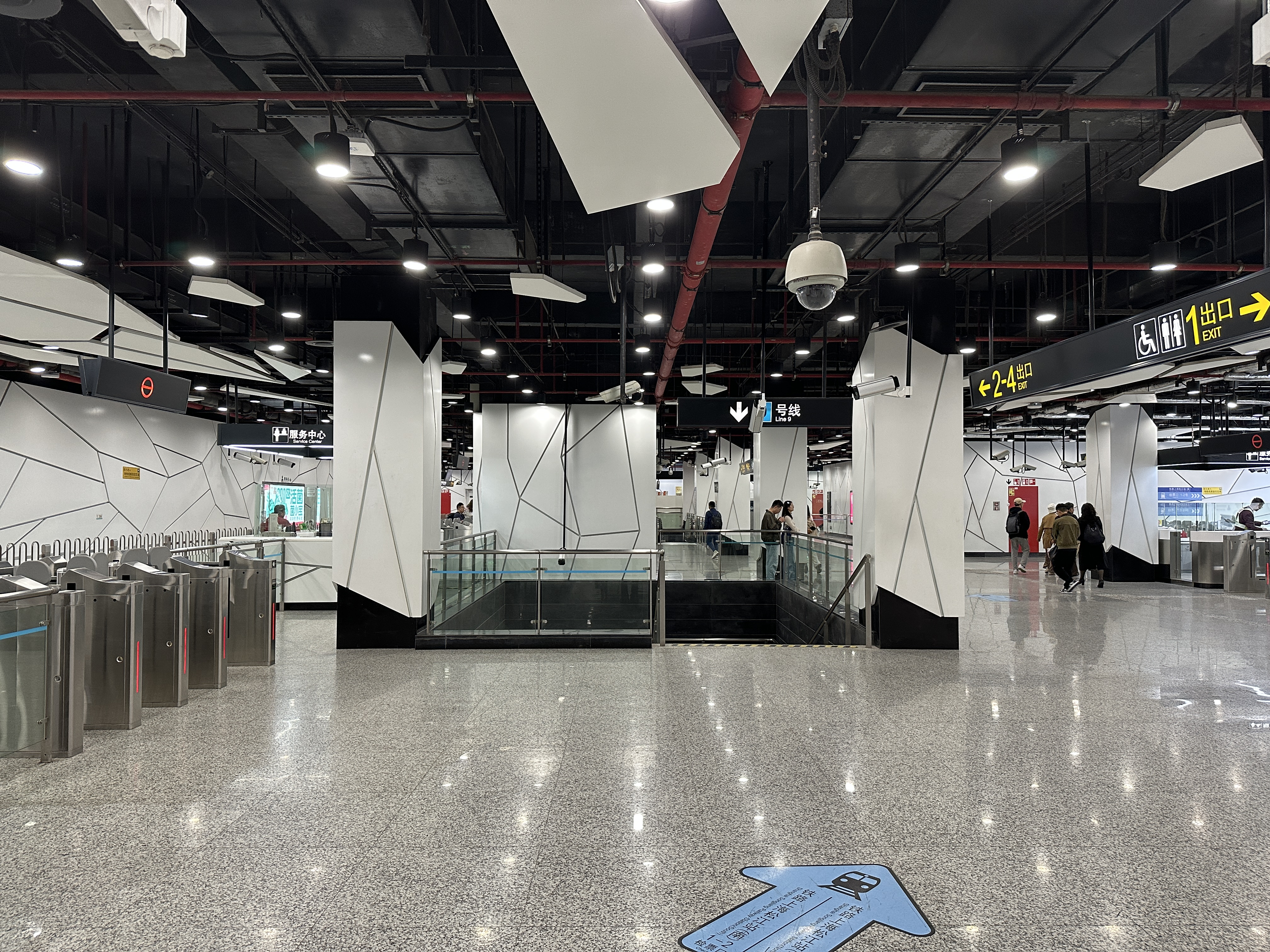
Hành lang

Ga Thượng Hải Tùng Giang có hai tầng: hành lang, và đảo ke ga với hai đường ray dành cho Tuyến số 9.

## Lối vào/lối thoát
- 1: Đường Songli
- 2: Đường Songli
- 3: Nhà ga Thượng Hải Tùng Giang
- 4: Nhà ga Thượng Hải Tùng Giang

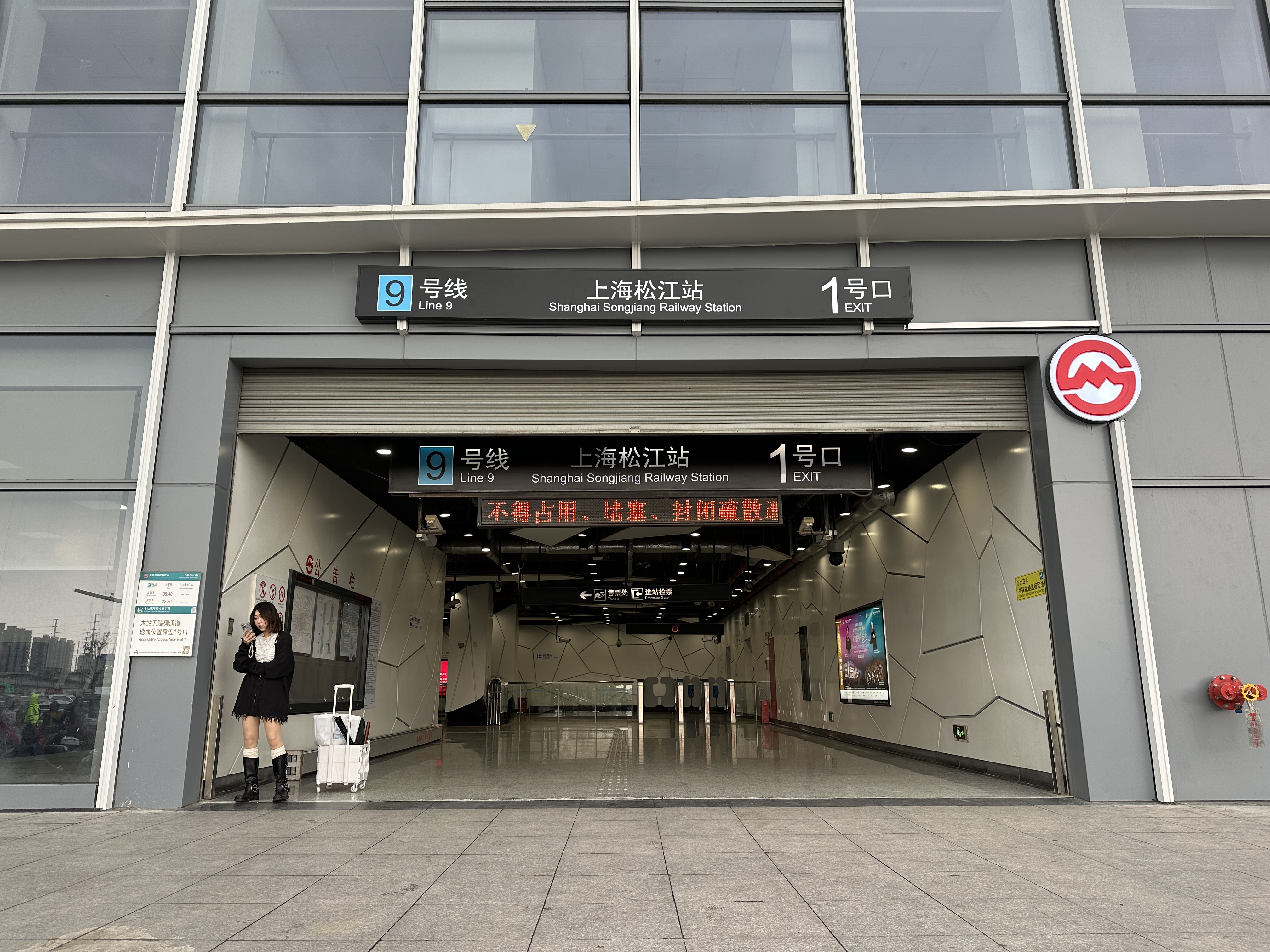
Lối thoát 1
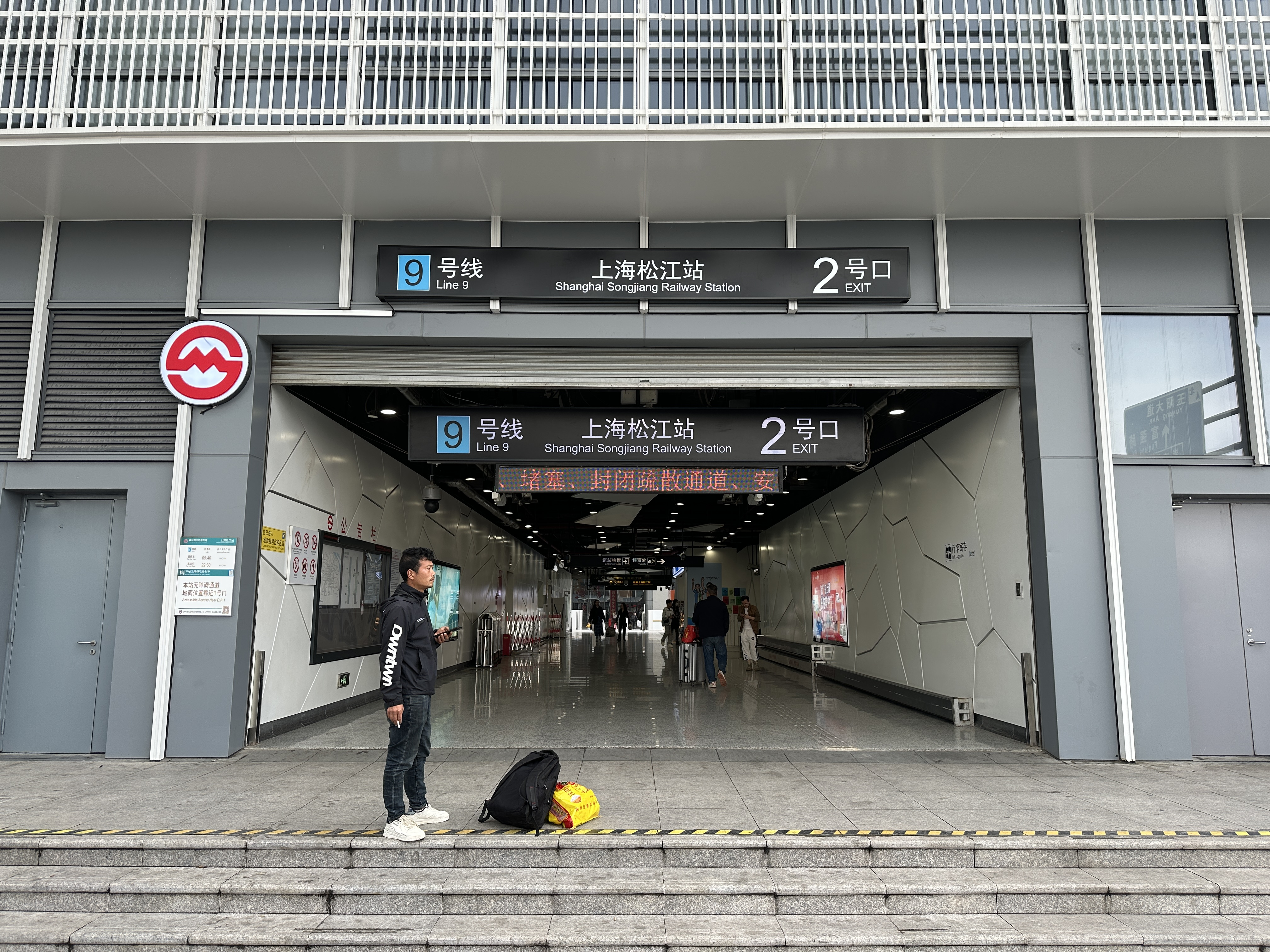
Lối thoát 2
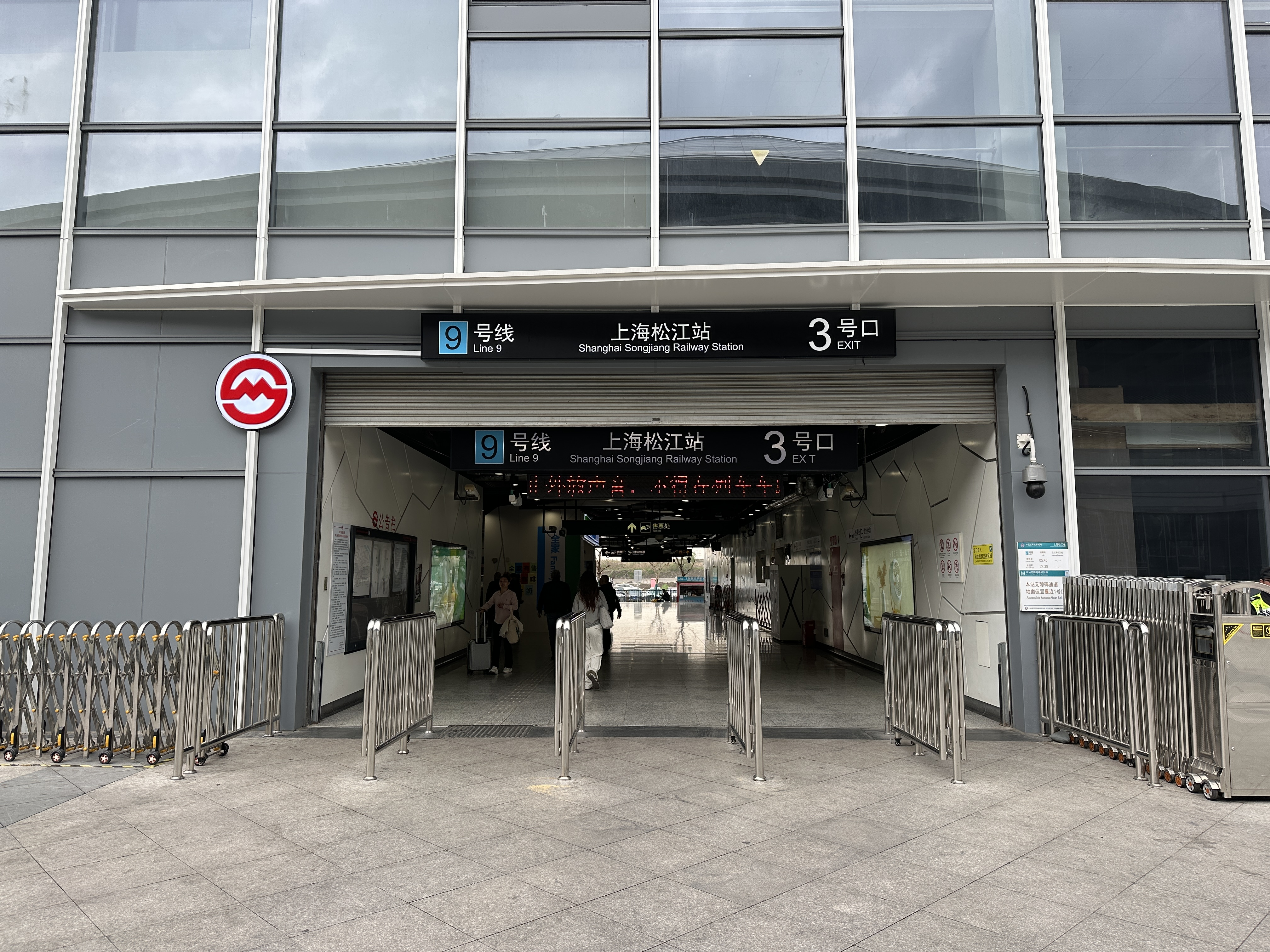
Lối thoát 3
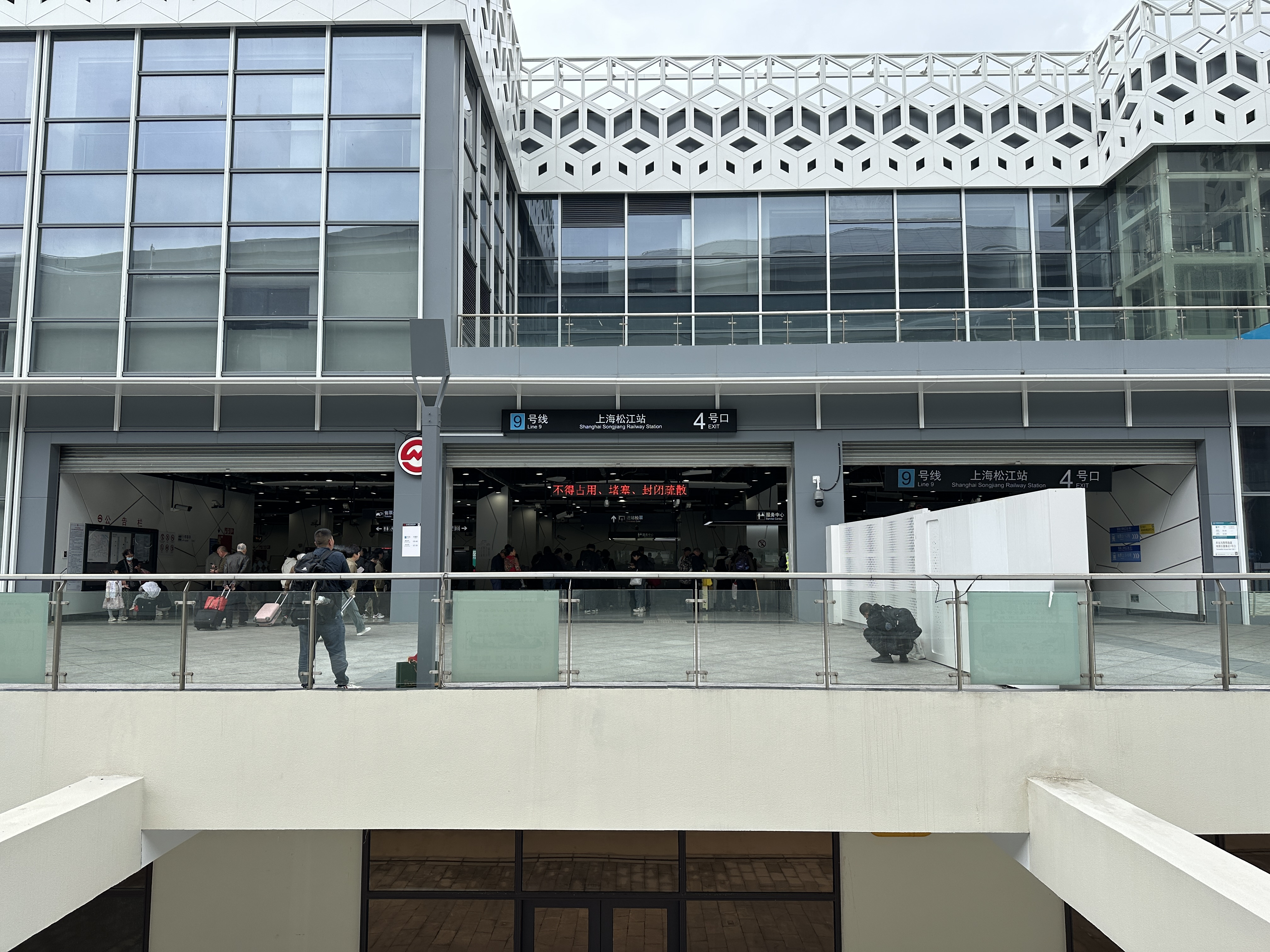
Lối thoát 4